# Lourens Touwen

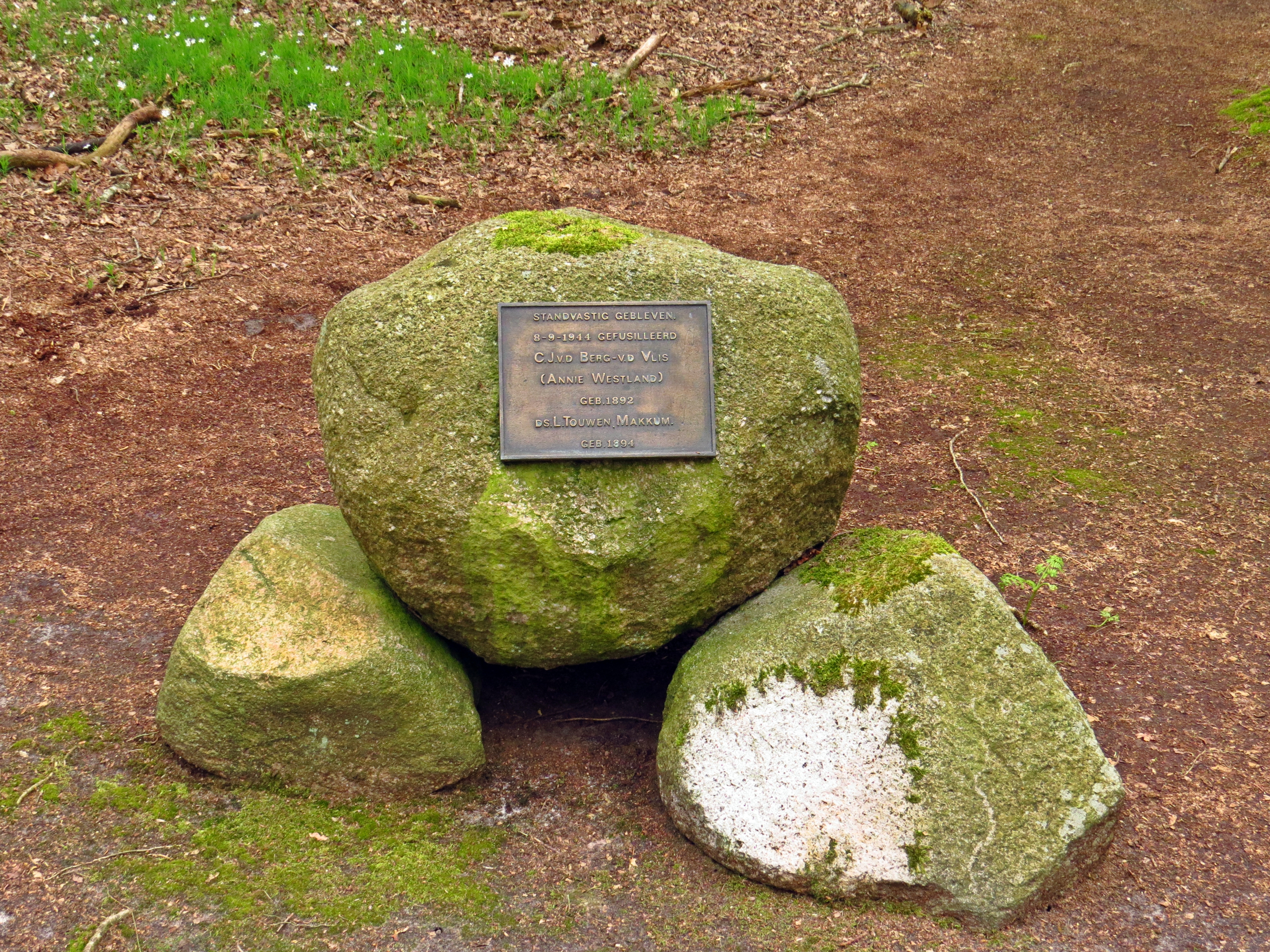
Oorlogmonument aan de Peesterweg in Zeijen

Lourens Touwen (Zwolle, 22 augustus 1894 – Vries, 8 september 1944) was een Nederlandse predikant en verzetsstrijder in de Tweede Wereldoorlog. Hij werd aangehouden nadat hij een andere verzetsstrijder had geprobeerd los te kopen en werd vervolgens geëxecuteerd.

## Levensloop
Touwen doorliep de Koninklijke Militaire Academie in Breda en werd marineofficier. Wegens een voetgebrek werd hij echter afgekeurd. Hij werd vervolgens leraar op een middelbare school en studeerde daarna theologie aan de Vrije Universiteit Amsterdam. Hij werd in januari 1934 bevestigd als predikant in de gereformeerde kerk in Makkum en Cornwerd.
Na de Duitse inval in mei 1940 raakte Touwen betrokken bij het verzet. Hij voegde zich bij de Landelijke Organisatie voor Hulp aan Onderduikers en zette een goed functionerende afdeling in Wonseradeel op. Vanaf 1943 ving hij 14-jarige joodse Rivka Philipson op in zijn huis. Zij bezocht gewoon de plaatselijke school. Als er een Duitse inval dreigde werd zij ondergebracht bij het gezin van Cornelis Lutgendorff. Samen met zijn hervormde collega Adrianus Elias van Baalen en de rooms-katholieke pastoor L.H.L. de Jong zorgde hij voor onderdak voor een groot aantal joodse onderduikers in zuidwest-Friesland. 
F. van der Velde, hoofdmeester van de christelijke basisschool in Idsegahuizum en een medewerker van Touwen, werd op 23 juni 1944 gearresteerd door de Sicherheitsdienst. Touwen deed een poging hem vrij te kopen, maar maakte zichzelf daarmee verdacht. Hij reisde op 18 augustus 1944 naar de SD in Leeuwarden en kreeg het advies in de middag terug te komen. Hij werd vervolgens overgebracht naar het beruchte Scholtenshuis in Groningen en daar zwaar verhoord. Het verzet hield het politiebureau in de gaten om een bevrijdingspoging te doen op het moment dat Touwen zou worden vervoerd. Hij verliet het gebouw op 8 september 1944 echter via de achterdeur. Samen met de koerierster Cornelia Johanna van den Berg-van der Vlis werd hij op de heide bij het Drentse Vries doodgeschoten door een aantal SD'ers, onder wie Helmuth Johann Schäper.
Een jachtopziener ontdekte de lichamen van beide verzetsstrijders op 27 september 1944 bij toeval, waarna de gemeente een aantal omwonenden de opdracht gaf de lichamen te begraven. In de administratie van het Scholtenshuis was alleen opgenomen dat beide personen waren vertrokken "met onbekende bestemming". De familie van Touwen had bericht ontvangen dat hij nog in Willemshaven was gezien, dus leefde lange tijd nog in hoop. Pas een jaar later stelde de identificatiedienst vast dat het om de lichamen van Van den Berg-van der Vlis en Touwen ging.

## Eerbetoon
In Makkum werd er een straat naar Touwen vernoemd, de ds. L. Touwenlaan. Zowel Touwen als zijn vrouw Anna Touwen (1899-1987), die na zijn arrestatie door was blijven gaan met de hulp aan joodse onderduikers, ontvingen van het Israëlische holocaustcentrum Yad Vashem de eretitel Rechtvaardige onder de Volkeren.